# كاتارينا هينيغ
كاتارينا هينيغ (بالألمانية: Katharina Hennig)‏ هي متزحلقة ألمانية، ولدت في 14 يونيو 1996 في ألمانيا.

## وصلات خارجية
- كاتارينا هينيغ على موقع الاتحاد الدولي للتزلج (التزلج الريفي) (الإنجليزية)
- كاتارينا هينيغ على موقع أوليمبيديا (الإنجليزية)